# Helcogramma cerasina
Helcogramma cerasina es una especie de pez de la familia Tripterygiidae en el orden de los Perciformes.

## Hábitat
Es un pez de mar  y de clima tropical que vive hasta los 12 m de profundidad.

## Distribución geográfica
Se encuentra en Tonga y en Fiyi.